# Edward Livingston Wilson
Edward Livingston Wilson (1838 – 23. června 1903) byl americký fotograf, spisovatel a vydavatel.

## Život a dílo
Ve Filadelfii v 60. letech 19. století pracoval pro Fredericka Gutekunsta a v roce 1864 založil magazín Philadelphia Photographer. Sloužil jako energický důstojník Národní fotografické asociace Spojených států (National Photographic Association of the United States). V roce 1869 se zúčastnil expedice "Eclipse Expedition" v Iowě, na kterou dohlížel Henry Morton a v roce 1881 cestoval po Blízkém východě. V New Yorku od roku 1889 vydával fotografický časopis Wilson's Photographic Magazine (Photographic Journal of America). Mezi jeho spolupracovníky patřili: Michael F. Benerman a William H. Rau. Mezi čtenáře se řadil mimo jiné také fotograf Edward S. Curtis.

## Galerie

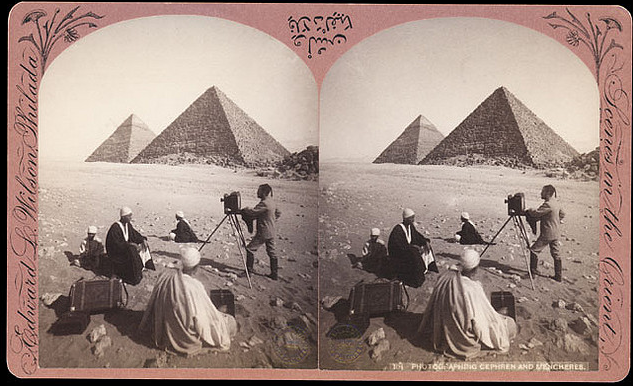
Wilson v Egyptě, asi 1882, stereofotografie
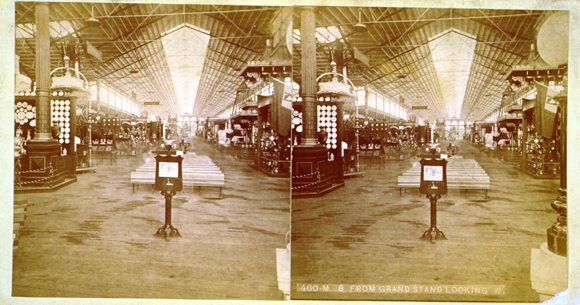
Světová výstava ve Philadelphii, 1876, stereofotografie
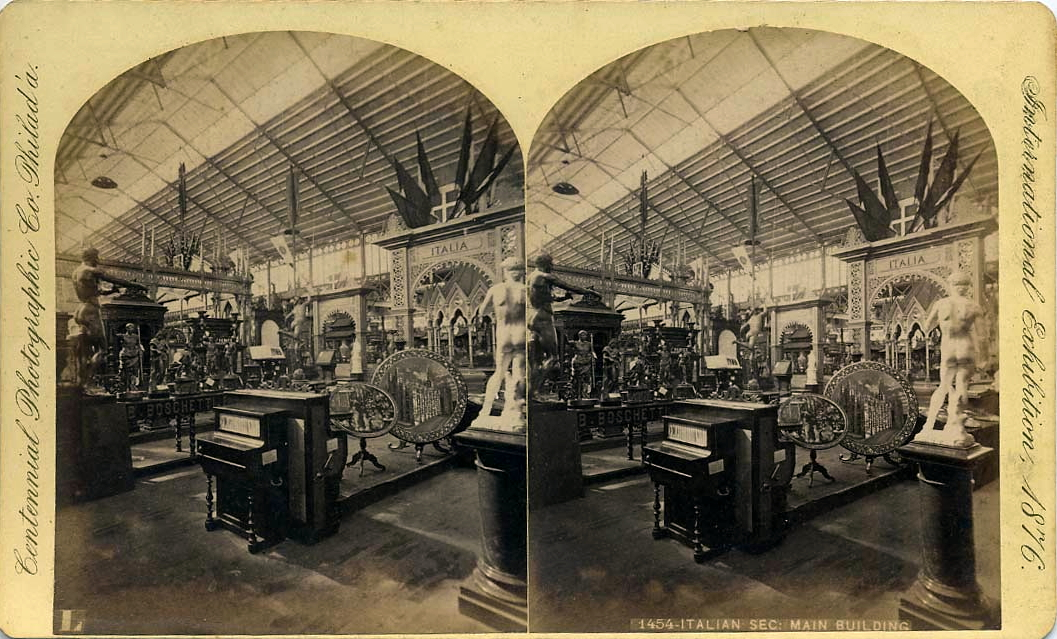
Expo Philadelphia 1876, Italian section, stereofotografie
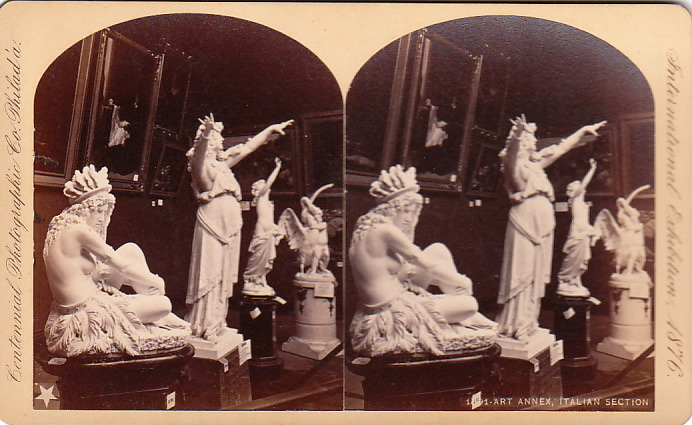
Philadelphia - Expo Philadelphia 1876, Art annex, Italian section, stereofotografie
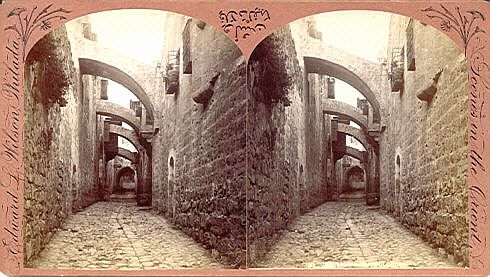
Via Dolorosa, stereofotografie
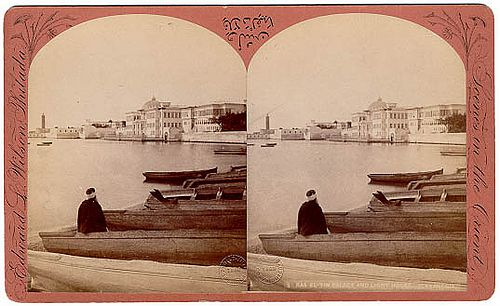
Palác Ras el tin, stereofotografie
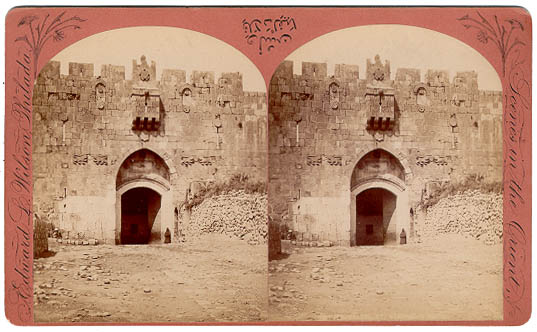
Lions gate, stereofotografie
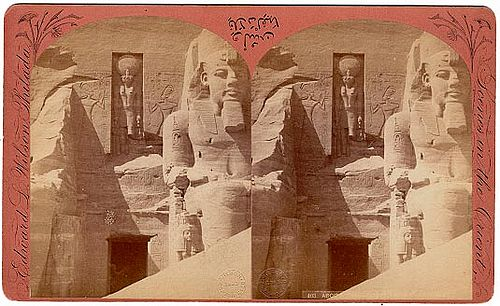
Abu simbel, stereofotografie
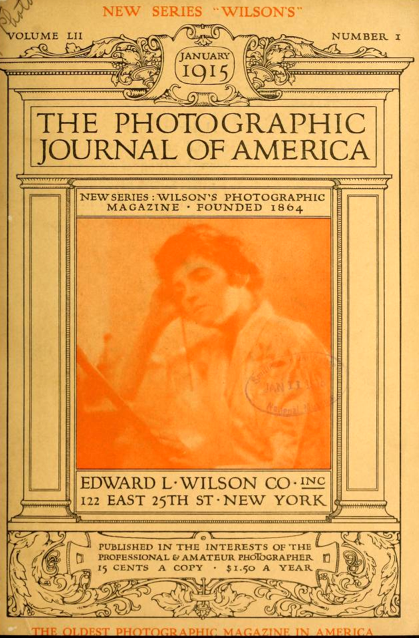
Photographic Journal of America, 1915
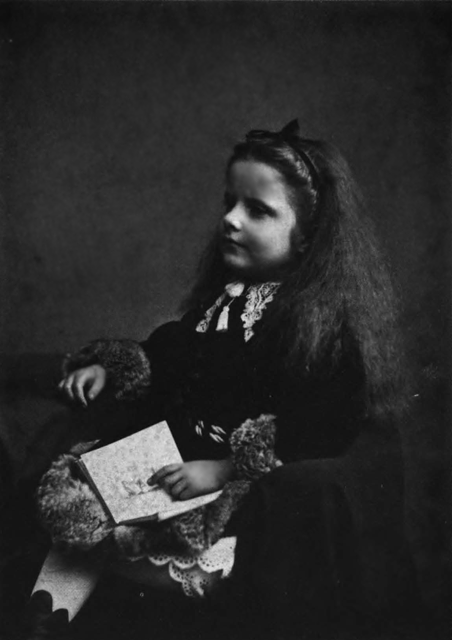
The American Carbon Manual, str. 10, rok 1868
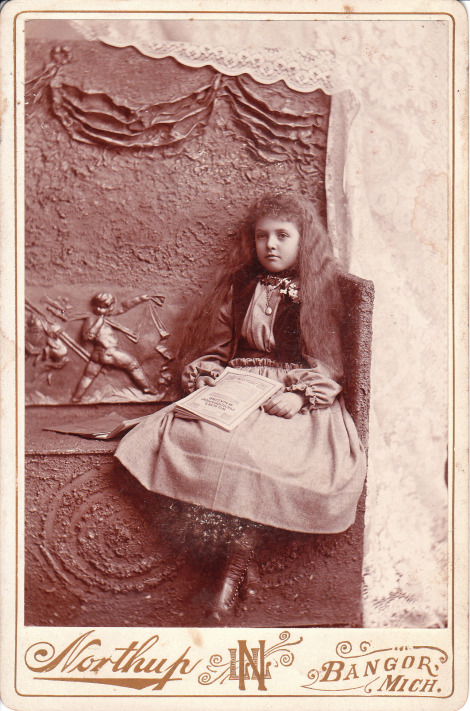
Portrét dívky

#### Wilsonova díla
Napsal, nafotografoval editoval nebo spolueditoval
- Photographic Mosaics: an Annual Record of Photographic Progress. Redakce Edward L. Wilson. Philadelphia: Edward L. Wilson, 1864-.
  - 1880
  - 1883
  - 1895
- Philadelphia Photographer.  Philadelphia: Benerman & Wilson, 1864-1888.
  - v. 3, 1866
  - v. 4, 1867
  - v. 6, 1869
  - v. 7, 1870
  - v. 8, 1871
  - v. 9, 1872
- Philadelphia Photographer.  New York: Edward L. Wilson, 1887. Dostupné online.
- Edward L. Wilson. American Carbon Manual. New York: Scovill, 1868. Dostupné online.
- Edward L. Wilson. Wilson's Photographics: a Series of Lessons. [s.l.]: Edward L. Wilson Dostupné online.
- Wilson. Wilson's Lantern Journeys. [s.l.]: E. L. Wilson OCLC 4028093
- Edward L. Wilson. Finding Pharaoh. Century Magazine. May 1887. Dostupné online.
- Edward L. Wilson. Wilson's quarter century in photography. [s.l.]: Edward L. Wilson Dostupné online. OCLC 2948182
- Wilson's Photographic Magazine.  New York: Edward L. Wilson, 1889-1914.
- Edward L. Wilson. In Scripture Lands: new views of sacred places. [s.l.]: C. Scribner's Sons Dostupné online. OCLC 3891540. Includes photos of Jerusalem, Petra, Thebes, Tiberias.

- W. T. Wilkinson. Photo-engraving, photo-etching, and photo-lithography in line and half-tone. 6th. vyd. [s.l.]: Edward L. Wilson Dostupné online.

Další autoři publikující Wilsonova díla
- James Newman. Newman's manual of harmonious coloring, as applied to photographs. Redakce M. Carey Lea. [s.l.]: Benerman & Wilson Dostupné online. OCLC 261261955
- George B. Ayres. How to paint photographs in water colors and in oil; also, how to retouch negatives. [s.l.]: Benerman & Wilson
- A. K. P. Trask. Trask's practical ferrotyper. [s.l.]: Benerman & Wilson Dostupné online.
- Hermann Wilhelm Vogel. Photographer's pocket reference-book and dictionary. Translated by Edward F. Moelling. [s.l.]: Benerman & Wilson Dostupné online.
- Charles W. Hearn. The practical printer: a complete manual of photographic printing. [s.l.]: Benerman & Wilson Dostupné online.
- Lyman G Bigelow. Artistic photography and how to attain it. [s.l.]: Benerman & Wilson, 1876.
- Robert J. Chute. The Centennial photographic diary. [s.l.]: Benerman & Wilson OCLC 3860149
- Henry Peach Robinson. Pictorial effect in photography. [s.l.]: E.L. Wilson Dostupné online.

#### Díla o Wilsonovi
- Oscar Fay Adams. Dictionary of American Authors. [s.l.]: Houghton, Mifflin and Company Kapitola Wilson, Edward Livingstone.